# Szebedény
Szebedény (1886-ig Szebedin, szlovákul: Sebedín) Szebedénybecsó településrésze, korábban önálló falu Szlovákiában, a Besztercebányai kerületben, a Besztercebányai járásban.

## Fekvése
Besztercebányától 17 km-re délkeletre található. Szebedénybecsó déli településrészét alkotja.

## Története
A település a 14. században keletkezett, kezdetben a zólyomi Pusztavár tartozéka volt. 1351-ben – amikor Madách Pál felosztja birtokait – Szebebény a cserényi uradalom falvai közt kerül megemlítésre. 1360 és 1370 között Nagy Lajos király felépítteti Végles várát és Szebedény is a királyi váruradalom része lesz. 1406-ban „Zebenyn” alakban említik, ekkor Luxemburgi Zsigmond a véglesi váruradalom falvait mentesíti az adófizetés alól, s ezt a kiváltságot később Hunyadi Mátyás és Rudolf magyar király is megerősítette. 1424-ben Végles várának uradalmához tartozott. A 15. század közepén a véglesi uradalom a Juszt és Czernin családok zálogbirtoka lett. A 16. századtól 1848-ig különböző nemesi családok birtoka, közülük legtovább a Zolnay családé. 1668-ban felégette a török.
A 18. század végén Vályi András így ír róla: „SZEBEDIN. Tót falu Zólyom Várm. földes Urai Hg. Eszterházy, és Zolnay Uraságok, lakosai katolikusok, fekszik Nagy Szalatnának szomszédságában, mellynek filiája; határja ha trágyáztatik, közép termésű, legelője, fája elég van, földgyeit a’ záporok járják.”
1828-ban 32 házában 273 lakosa élt. Lakói mezőgazdasággal, állattenyésztéssel, a 18. századtól gabona kereskedelemmel, fuvarozással is foglalkoztak.
Fényes Elek 1851-ben kiadott geográfiai szótárában így ír a faluról: „Szebedin, tót falu, Zólyom vmegyében, 24 kath., 249 evang. lak. Kathol. parochialis templom. F. u. a kamara.”
1910-ben 250, túlnyomórészt szlovák lakosa volt. A trianoni diktátumig Zólyom vármegye Nagyszalatnai járásához tartozott.
A település mezőgazdasági jellegét később is megőrizte. 1964-ben egyesítették Becsóval.

## Nevezetességei
Barokk haranglába a 18. század második felében épült.